# Latona (kreeftachtige)
Latona is een geslacht van kreeftachtigen uit de klasse van de Branchiopoda (blad- of kieuwpootkreeftjes).

## Soort
- Latona setifera (O.F. Müller, 1776)